# Code international de nomenclature pour les algues, les champignons et les plantes
Pour les articles homonymes, voir CIN.

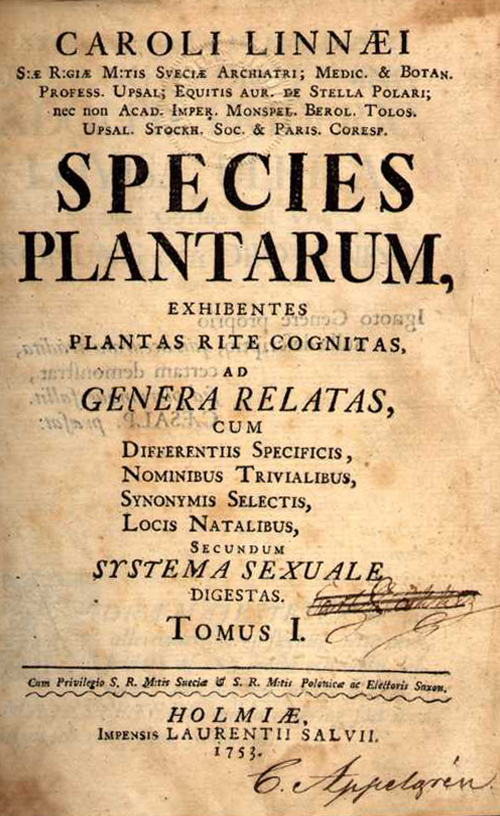
Le Species plantarum de Linné (1753), point de départ pour la nomenclature des plantes.

Le Code international de nomenclature pour les algues, les champignons et les plantes (CIN) est l'ensemble des règles et recommandations qui définissent l'élaboration des noms scientifiques attribués aux plantes, et autres organismes « traditionnellement considérés comme plantes » bien que n'en étant pas tous selon les critères actuels, comme les champignons et les cyanobactéries. Il était appelé Code international de nomenclature botanique (CINB) jusqu'au 31 décembre 2011, son nom ayant été modifié par le XVIIIe congrès international de botanique à Melbourne en juillet 2011. La dernière version, dite « code de Shenzhen » du nom de la ville chinoise où s'est tenu en 2017 le XIXe congrès, a été publiée en 2018. 
Les minuscules pour les mots « algues, champignons et plantes » indiquent que ces termes ne sont pas des noms formels de clades, mais des groupes d'organismes qui furent historiquement appelés ainsi et étudiés par les phycologues, mycologues et botanistes.
Le CIN peut uniquement être modifié par un congrès international de botanique (CIB). Chaque nouvelle édition remplace la précédente et est rétroactive jusqu'en 1753, sauf exceptions mentionnées. 
Pour les noms des plantes cultivées, il existe un code séparé, le code international pour la nomenclature des plantes cultivées.

## Principes
La division I du code énonce les six principes fondamentaux suivants :
- La nomenclature des algues, champignons et plantes est indépendante de la nomenclature des animaux, bactéries et virus.

- Un nom est lié à un taxon par typification. Un type est généralement un spécimen déposé et conservé dans un herbier, mais il peut aussi s'agir d'une image ou d'une culture.

- Le principe de conservation (en latin nomen conservandum, abrégé nom. cons.) vise à la sauvegarde des noms botaniques qui contribuent le mieux à la stabilité de la nomenclature[3]. Les principes de la conservation sont contenus dans l'article 14 du Code international de nomenclature botanique. Alors que le rejet est possible pour tout nom de rang (article 56), la conservation n'est possible que pour les noms de familles, de genres et d'espèces. La conservation peut être limitée à l'orthographe d'un nom : Euonymus (et non Evonymus), Guaiacum (et non Guajacum), Hieronyma (et non Hyeronima ni Hieronima), etc. Il est également possible de conserver le type d'un nom pour fixer l'application de ce nom à un taxon particulier. La procédure de conservation d'un nom botanique commence avec une proposition en journal Taxon. Cette proposition doit présenter le cas pour et le cas contre la conservation de ce nom. Ensuite, le « Comité compétent » considère la proposition et vote. Une majorité de 60 % est nécessaire pour une recommandation pour ou contre. Puis le « Comité Général » considère la recommandation du « Comité compétent » et vote à nouveau. Là encore, une majorité de 60 % est nécessaire pour en recommandation pour ou contre. Puis le Comité Général prend sa décision selon l'Art 14.14, et l'utilisation du nom proposé pour conservation est autorisée. Enfin, la « Section de Nomenclature » du Congrès International de Botanique considère la recommandation du « Comité Général » et vote. Une majorité de 60 % pour est nécessaire pour inclure le nom dans le Code international de nomenclature botanique. L'assemblée plénière donne son accord à cette décision du Congrès International de Botanique, de manière formelle. Pour citer un nom botanique qui est conservé (nomen conservandum). Il est également possible d'utiliser l'abréviation nom. cons.[4].
- Principe de priorité : le nom valide est celui le plus ancien publié validement. Le point de départ pour le principe de priorité est le 1er mai 1753, date de publication du Species plantarum de Linné.

- Chaque groupe taxinomique d'un rang donné a un seul nom correct.

- Les noms sont réputés latins.

- Les règles de nomenclature ont un effet rétroactif, sauf mention contraire.

## Histoire
Le code a été initié par les Lois de la nomenclature botanique de De Candolle, adoptées en 1867 lors du congrès international de botanique de Paris. À partir de 1905, ces lois deviennent les règles internationales de nomenclature botanique (en anglais International Rules of Botanical Nomenclature), nom changé en 1952 en Code International de Nomenclature Botanique (International Code of Botanical Nomenclature). À chaque congrès international de botanique, suit une nouvelle version du code. Depuis le code de Berlin de 1988, l’ICBN est uniquement rédigé en anglais britannique. Les traductions sont préparées et publiées séparément, et ne font pas autorité. Le 1er janvier 2012, le code change de titre et devient le Code International de Nomenclature pour les algues, les champignons et les plantes (International Code of Nomenclature for algae, fungi and plants).
Les différentes versions du code :
| Année de publication | Nom informel                                                                                        |
| -------------------- | --------------------------------------------------------------------------------------------------- |
| 1867                 | Lois de De Candolle                                                                                 |
| 1883                 | Lois de De Candolle, 2e édition                                                                     |
| 1905                 | Règles de Vienne                                                                                    |
| 1912                 | Règles de Bruxelles                                                                                 |
| 1935                 | Règles de Cambridge                                                                                 |
| 1950                 | Règles d'Amsterdam                                                                                  |
| 1952                 | Code de Stockholm                                                                                   |
| 1956                 | Code de Paris                                                                                       |
| 1961                 | Code d'Edinburgh                                                                                    |
| 1966                 | Code de Montreal                                                                                    |
| 1972                 | Code de Seattle                                                                                     |
| 1978                 | Code de Leningrad                                                                                   |
| 1983                 | Code de Sydney                                                                                      |
| 1988                 | Code de Berlin                                                                                      |
| 1994                 | Code de Tokyo                                                                                       |
| 2000                 | Code de St Louis en anglais Code de St Louis en français                                            |
| 2006                 | Code de Vienne                                                                                      |
| 2012                 | Code de Melbourne                                                                                   |
| 2018                 | Code de Shenzhen en anglais Code de Shenzhen en français Code de Shenzhen bilingue anglais-français |

### Le code de Shenzhen (2018)
La dernière version publiée du code est celle du XIXe congrès international de botanique qui s’est tenu à Shenzhen en juillet 2017. Elle a été publiée en 2018 sous le titre International Code of Nomenclature for algae, fungi, and plants (Shenzhen Code) dans le Regnum Vegetabile 159 édité par Koeltz Scientific Books.
Une version électronique peut être consultée sur le site de l'International Association for Plant Taxonomy sous le nom d'International Code of Botanical Nomenclature for algae, fungi, and plants (Shenzhen Code).
Des traductions en français, espagnol et portugais sont disponibles sur le site internet de l'IAPT.
La traduction française a été réalisée par trois chercheurs du Conservatoire et Jardin botaniques de la ville de Genève : Pierre-André Loizeau, Anouchka Maeder et Michelle J. Price.

### Le code de Melbourne (2012)
Le XVIIIe congrès international de botanique qui s’est tenu à Melbourne en juillet 2011 a adopté le code de Melbourne. Il a été publié par l'International Association for Plant Taxonomy en 2012, Regnum Vegetabile 154, A.R.G. Gantner Verlag KG  (ISBN 978-3-87429-425-6) le 20 décembre 2012. Il a introduit la possibilité, à partir du 1er janvier 2012, de rédiger la description d'un nouveau taxon (ou diagnose) en anglais, alors qu'elle devait auparavant être obligatoirement en latin.
Les changements importants sont précisés par Daniel Mathieu dans une brève de Tela Botanica.
Une traduction française, uniquement disponible en format électronique et téléchargeable en ligne, est publiée en 2017 par deux chercheurs du Conservatoire et Jardin botaniques de la ville de Genève : Pierre-André Loizeau et Michelle J. Price.

### Le code de Vienne (2006)
Le code de Vienne a été réalisé lors du XVIIe congrès international de botanique qui s’est tenu à Vienne du 17 au 23 juillet 2005. Le Vienna Code (en anglais) a été édité par l'International Association for Plant Taxonomy en 2006, Regnum Vegetabile 146. 

### Le code de Saint Louis (2000)
L'International Code of Botanical Nomenclature (ICBN) a été adoptée durant le XVIe congrès international de botanique tenu à Saint Louis (Missouri), en juillet-août 1999. Elle remplaça en son temps le code de Tokyo, publié six ans auparavant à la suite du XVe Congrès International de Botanique de Yokohama.
La version papier originale de l'International Code of Botanical Nomenclature (ICBN) dit de Saint-Louis a été publiée en 2000, dans la revue Regnum Vegetabile.
Elle est éditée sous la direction de : W. Greuter, avec la collaboration de J. McNeill, F.R. Barrie, H.M. Burdet, V. Demoulin, T.S. Filgueiras, D.H. Nicolson, J.E. Skog, P.C. Silva, P. Trehane, N.J. Turland, et D.L. Hawksworth.
L’International Association for Plant Taxonomy (Vienne), autorise et recommande sa traduction, parmi les versions non-officielles. C'est ainsi que des versions en français, allemand, chinois, espagnol, italien, japonais, russe et slovaque, ont été réalisées.
La version française a été traduite en 2002 par Valéry Malécot et Romieg Soca dans le cadre des projets du Réseau Tela Botanica (Version 1.1 du 26 février 2004). Les relecteurs en ont été : Michel Chauvet, Guy Redeuilh et Jacques Florence.